# Fossa supraspinata

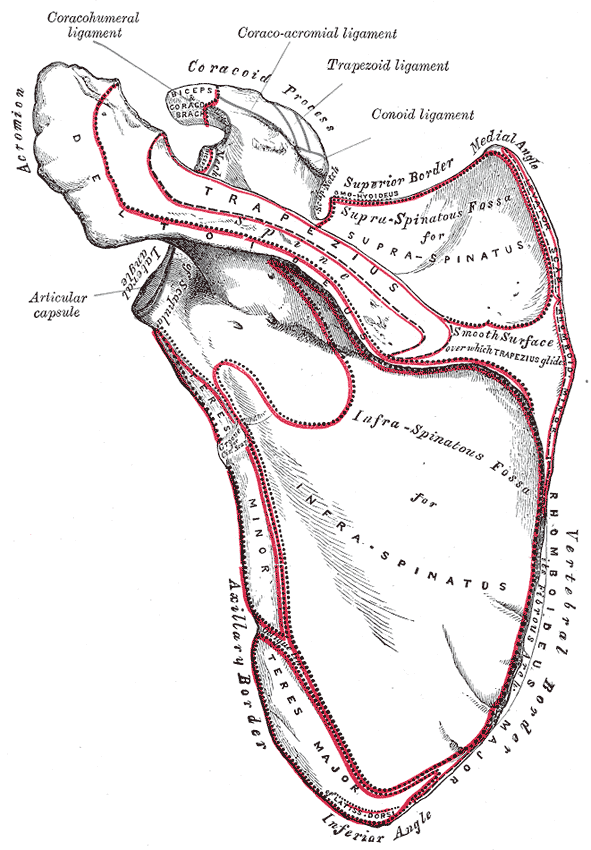
Vänster skulderblads baksida.

Fossa supraspinata (latin: "fossan ovanför skulderkammen") är en konkav och slät fossa på skulderbladets baksida (facies dorsalis scapulae) ovanför skulderkammen (spina scapulae).
Fossa supraspinata avsmalnar lateralt och utmynnar där i skulderbladets två distala benutskott, akromion (acromion) och korpnäbbsutskottet (processus coracoideus), samt axelleden (articulatio humeri). 
Vid fossans mediala två tredjedelar har m. supraspinatus sitt ursprung. Denna muskel sträcker sig över fossans laterala tredjedel och fäster i överarmsbenets (humerus) översta punkt.